# Cannabis (film, 1970)
Pour les articles homonymes, voir Cannabis (homonymie).
Pour plus de détails, voir Fiche technique et Distribution.
Cannabis est un film franco-germano-italien de Pierre Koralnik sorti le 2 septembre 1970.

## Synopsis
Un gangster américain chargé d'un trafic de drogue en France fait la connaissance d'une jeune femme dont il tombe amoureux, et essaie de se racheter une conduite.

## Fiche technique
- Titre : Cannabis
- Titre autrichien et allemand : Cannabis - Engel der Gewalt
- Titre américain : French Intrigue
- Titre italien : New York Parigi per una condanna a morte
- Réalisateur : Pierre Koralnik  d'après le roman Et puis s'en vont... de F. S. Gilbert
- Adaptation : Frantz-André Burguet et Pierre Koralnik
- Adaptation et dialogue dans la version allemande : Ursula Wedel
- Dialogues : Frantz-André Burguet
- Directeur de la photographie : Willy Kurant
- Son : Geneviève Letellier
- Musique : Serge Gainsbourg et Jean-Claude Vannier (BO publiée sur 33 tours Philips 6311 060, 1970[1])
- Directeur musical : Jean-Claude Vannier
- Montage : Françoise Collin
- Assistant réalisateur : Bruno Gantillon et Michel Favart
- Producteurs : Nathan Wachsberger et Roger Duchet
- Directeur de production : Andrée Debar
- Production : Capitole Films, EuroFrance Films (Paris)
- Distributeur d'origine : Oceanic Films
- Année : 1970
- Sortie le 2 septembre 1970
- Genre : thriller ; drame
- Durée : 95 minutes
- Pays de production :  France ;  Allemagne de l'Ouest ;  Italie
- Public : film interdit aux moins de 18 ans lors de sa sortie en salles

## Distribution
- Serge Gainsbourg (Serge Morgan)
- Jane Birkin (Jane Swenson)
- Paul Nicholas (Paul)
- Gabriele Ferzetti (Inspecteur Bardeche)
- Paul Albert Krumm (de) (Lancan)
- Yvette Lebon (maîtresse d'Emery)
- Curd Jürgens (Henri Emery)
- Laurence Badie (Mme carbona)
- Rita Renoir
- Marcel Lupovici
- Pierre Asso
- Mario Brega
- Giulio Mauroni
- Yves Afonso